# Пахомов, Пётр Михайлович
Пётр Михайлович Пахомов (1921—1993) — участник Великой Отечественной войны, помощник командира взвода 20-й отдельной разведывательной роты 69-й стрелковой дивизии 65-й армии Центрального фронта, младший сержант. Герой Советского Союза (1943).

## Биография
Родился 20 марта 1921 года в городе Миллерово ныне Ростовской области в семье рабочего. Русский.
Окончил 6 классов. Работал слесарем в паровозном депо.
В Красную Армию призван в 1942 году Самаркандским горвоенкоматом Узбекской ССР. Участник Великой Отечественной войны с 1942 года.
Помощник командира взвода младший сержант Пётр Пахомов во главе группы из 17 бойцов под огнём противника 15 октября 1943 года одним из первых преодолел Днепр в районе посёлка городского типа Радуль Репкинского района Черниговской области Украины. Десантная группа, руководимая Пахомовым, с ходу атаковала боевое охранение гитлеровцев, выбила противника из траншеи и начала продвигаться к прибрежным высотам, способствуя переправе десантного отряда 69-й стрелковой дивизии.
В 1944 году, окончив курсы младших лейтенантов, Пахомов стал офицером.
С 1946 года лейтенант Пахомов П. М. — в запасе. Член ВКП(б)/КПСС с 1946 года.
Жил в городе Миллерово. До ухода на заслуженный отдых работал директором районного пищевого комбината.
Умер 17 марта 1993 года, похоронен в Миллерово.

## Память
- В Миллерово на фасаде дома, где жил Герой, установлена мемориальная доска.

## Награды
- Указом Президиума Верховного Совета СССР от 30 октября 1943 года за образцовое выполнение боевых заданий командования на фронте борьбы с немецко-фашистскими захватчиками и проявленные при этом мужество и героизм младшему сержанту Пахомову Петру Михайловичу присвоено звание Героя Советского Союза с вручением ордена Ленина и медали «Золотая Звезда» (№ 1605).
- Награждён двумя орденами Отечественной войны 1-й степени, медалями.
- Удостоен звания «Почётный гражданин города Миллерово».